# Guy (Capcom)
 (mai 2020).
Si vous disposez d'ouvrages ou d'articles de référence ou si vous connaissez des sites web de qualité traitant du thème abordé ici, merci de compléter l'article en donnant les références utiles à sa vérifiabilité et en les liant à la section « Notes et références ».
Pour les articles homonymes, voir Guy.
Guy (ガイ) est un personnage de fiction issu de la série Final Fight éditée par Capcom. Il s'agit d'un jeune adulte américain spécialiste d'une racine du Ninjutsu, l'art martial des Ninjas. Il fait ses débuts en 1989 dans le premier beat them all de Capcom mais il aura une autre heure de gloire à partir de 1995 en apparaissant dans Street Fighter Alpha: Warriors' Dreams.

## Biographie
Guy suit la voie du Bushinryu Ninpo, l'ancien art de combat des ninjas. En tant que tel, son devoir est de combattre le mal où qu'il soit. En premier lieu le gang Mad Gear, qui terrorise la ville de Metro City et qui a enlevé son amie d'enfance Jessica. Avec l'aide de Cody son partenaire d'entrainement et de Mike Haggar, maire de la ville et ancien catcheur vedette, Guy abattra Mad Gear. Au cours de son périple il rencontrera notamment Sodom (d'abord ravi de combattre un vrai guerrier nippon, ce dernier se verra infliger une pitoyable défaite et cherchera ensuite à venger son honneur), ainsi que Rolento, qui prendra la mesure des talents du jeune combattant. La fin de Final Fight verra une embrouille entre Guy et Cody. Cody tuera Belger, le chef des gangsters, en le jetant par la fenêtre puis s'enfuira vraisemblablement parce qu'il a peur d'avouer ses sentiments pour Jessica (Conjecture basée sur la storyline du jeu).
Dans Final Fight Revenge, Guy sent l’émergence d’un mal nouveau dans Metro City, mais Haggar n’écoute pas ses avertissements et part donc détruire le mal lui-même. Il découvrit que Belger était un zombie !!! En battant Zombie Belger, Guy détruisit le mal et alors qu’il méditait, il pouvait sentir que tout n'était pas terminé. Il se demanda alors si le mal n'était pas parvenu à le corrompre. Guy chercha donc à se purifier en découvrant la vraie signification et l’appel du Bushin.
Dans Final Fight 2, Guy doit de nouveau faire face à Mad Gear qui a enlevé Genryusai, le 37e maître Bushin (et maître du maître de Guy), ainsi que la fiancée de Guy et fille de Genryusai: Rena! Cependant, Guy ne put prendre activement part au sauvetage parce qu’il devait parfaire son entrainement (trame officiel). C'est donc la sœur de Rena, Maki, qui combattit à sa place. Pour finir, Guy reçut une lettre de Rena lui disant qu’elle et son père avaient été sauvés. Guy lui répondit, remerciant tout le monde et informant qu’il reviendrait bientôt (basé sur la fin de Final Fight 2)
Guy débarque ensuite dans Street Fighter Alpha 2, après que son maître Zeku lui ai appris l'existence du danger que représente Vega et son organisation Shadaloo. Cette croisade devrait permettre à Guy d'acquérir la maitrise nécessaire pour devenir le 39e maître Bushin. Il retrouvera au cours de cette aventure Cody (devenu un marginal solitaire et avec qui il se réconciliera plus ou moins) ainsi que ses vieux ennemis Rolento et Sodom.
D'après Capcom, Final Fight 3 se déroule après Street Fighter Alpha 3. Guy revient à Metro City pour aider Haggar contre la nouvelle menace représentée par le gang Skull Cross.
Guy prend également une part active dans les évènements de Final Fight Streetwise, même si l'intrigue est surtout centrée sur Kyle Travers qui est le jeune frère de Cody. On apprend dans cet épisode que Guy est devenu le maître d'une organisation considérée comme criminelle puisqu'elle agit en marge de la loi. En fait Guy espère soigner le mal par le mal en tenant la racaille de Metro City à l'écart de son quartier. Lorsqu'il apprend, par Kyle, que Cody a disparu, Guy déploie son réseau et tente d'obtenir des informations pour aider Kyle… Toutefois, il ne le fait pas sans s'assurer que Kyle est bien celui qu'il prétend être (en le défiant en combat singulier).